# Ceramica a figure rosse

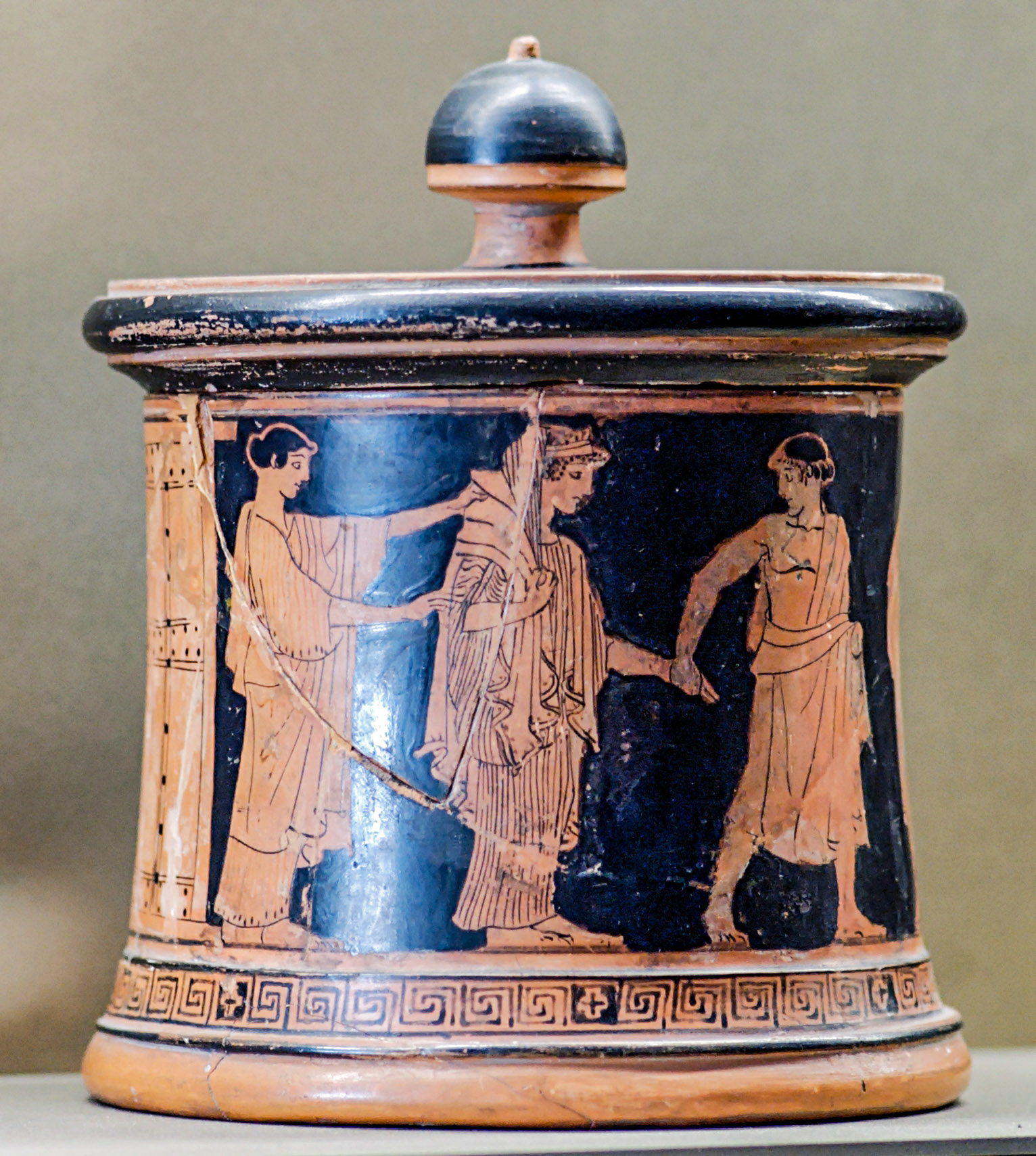
Pyxis decorata a figure rosse, ca. 470–460 a.C., ora al Louvre. La scena rappresentata è il matrimonio di Peleo e Teti. Opera del Pittore del Matrimonio, è il vaso eponimo di questo artista.

La ceramica a figure rosse è una tecnica per la decorazione di vasi in terracotta introdotta ad Atene nel 530 a.C. dove sostituì gradualmente la più antica tecnica della ceramica a figure nere. I nuovi ceramografi a figure rosse che si erano formati nello stile a figure nere continuarono ad utilizzare per circa trent'anni la vecchia tecnica, spesso adoperandole entrambe su uno stesso vaso (ceramica bilingue) o utilizzando le incisioni per alcuni dettagli delle figure rosse, come i capelli, dei quali si incideva il contorno sullo sfondo nero. La persistenza delle figure nere nel primo periodo a figure rosse indica che la ricerca di un nuovo modo di dipingere fu prevalentemente una scelta degli stessi ceramografi e non un adattamento a richieste di mercato.
La nuova tecnica di ceramica favorì un alto grado di specializzazione tra gli artisti. Nel periodo delle figure rosse questi si differenziarono in pittori di vasi e pittori di coppe; le firme lasciate inoltre testimoniano numerosi spostamenti di autori tra le varie officine, all'interno delle quali il lavoro assunse così delle caratteristiche più industriali.
Nei primi trenta anni del V secolo a.C. la tecnica raggiunse la sua massima espressione in Attica e da questo momento iniziò una fase di declino che la condusse già alla metà del secolo ad uno stile ormai accademico e manieristico, l'esito della seconda guerra del Peloponneso nel 404 a.C. privò Atene del florido mercato in occidente e la ceramica attica a figure rosse terminò la propria parabola discendente intorno al 300 a.C.
Le figure rosse attiche furono popolari in tutto il mondo greco, imitate e mai eguagliate; fu solo a ovest tuttavia, nel sud Italia, che diedero luogo a produzioni indipendenti (quella apula è la scuola maggiormente degna di nota) nel terzo quarto del V secolo a.C. ad opera di artisti inizialmente formati nella tradizione attica.

## Tecnica
Le figure rosse erano ottenute, dopo un primo abbozzo inciso, tramite il disegno a contorno sull'argilla, delle linee esterne e dei dettagli interni. Le parti esterne alle figure venivano coperte da un ingubbio nero, steso "risparmiando" l'argilla degli spazi occupati dalle figure. L'aspetto di queste scene figurate risultava al termine del procedimento più simile ai rilievi scultorei, dove figure chiare o colorate risaltavano su fondi scuri, che alla pittura parietale, preferibilmente stesa a partire da un fondo chiaro. I particolari e i contorni delle figure erano tracciati con il pennello e con una pittura diluita o a rilievo; la pittura diluita, più chiara, veniva utilizzata anche per stendere campiture piane. Rispetto alla tecnica a figure nere, le figure rosse donavano un nuovo rilievo alla forma del vaso, esaltandone con il nero di fondo, la linea di contorno. Le libertà concesse dalla nuova tecnica permisero ai pittori di approfondire lo studio e la rappresentazione dell'anatomia umana e del corpo in movimento. Dopo una prima cottura era possibile applicare ulteriori stesure di pigmento colorato bianco o porpora, che fu sempre tuttavia scarsamente impiegato almeno fino alla fine del V secolo a.C. quando una nuova estetica introdusse una decorazione che faceva largo uso del bianco e del color oro.

## Attica

### Primo periodo arcaico (530-500 a.C.)

#### Ceramografia
La cronologia assoluta delle prime figure rosse attiche è legata al nome di Ernst Langlotz e ad un suo lavoro del 1920; da allora, malgrado diversi tentativi di revisione, non è ancora mutata. Il metodo seguito dal Langlotz fu la comparazione stilistica con le sculture del VI e V secolo a.C. che lo portò a riconoscere la vicinanza tra le vesti del fregio del Tesoro dei Sifni a Delfi (sicuramente datato da fonti letterarie al 530-525 a.C.) e quelle delle figure sui vasi del Pittore di Andocide.
I vasi del Pittore di Andocide diedero una prima impronta allo stile, ma furono Eufronio e Eutimide (le figure più importanti all'interno del cosiddetto Gruppo dei pionieri) a trarne le conseguenze fondamentali in termini di disegno e composizione con l'accentuazione dello studio anatomico per una maggiore unità strutturale dei corpi e un movimento maggiormente realistico pur mantenendo l'aderenza alla superficie piana del vaso. Anche la rappresentazione degli abiti divenne in questo periodo motivo di interesse e di studio e le scene di vita quotidiana, in particolare le palestre e i festini serali, affiancarono più frequentemente quelle a tema mitologico.
Tra i contemporanei del Gruppo dei pionieri gli artigiani dotati di maggiore abilità sono Oltos, Epitteto e Skythes. Benché all'inizio la differenza tra i pittori di coppe e i pittori di grandi vasi non sia ancora netta, i primi due sono da considerarsi i migliori pittori di coppe del periodo, responsabili del passaggio dalla coppa attica bilingue, con interno a figure nere e esterno a figure rosse, alla vera e propria coppa a figure rosse. Oltos è dotato di grande competenza e ha uno stile nobile ereditato dal Pittore di Andocide; Epitteto è disegnatore di maggiore talento dotato di grazia e capacità naturali.

#### Forme
Già a partire dalla metà del VI secolo a.C. l'anfora a profilo continuo aveva acquisito una maggiore popolarità rispetto alle altre forme più spigolose e negli anni trenta si era diffusa la coppa caratterizzata da un'unica linea che seguiva il profilo dell'invaso e dello stelo (la coppa di tipo B). Questa tendenza alla morbidezza delle forme vascolari cresce nel primo periodo a figure rosse ed è ravvisabile in forme nuove come la pelike e lo stamnos.

### Secondo periodo arcaico (500-480 a.C.)

#### Ceramografia
Dopo le grandi innovazioni nella resa anatomica e nel movimento messe in atto nel periodo precedente, i primi due decenni del V secolo a.C. condussero al miglioramento di elementi di dettaglio e alla stabilizzazione della tecnica. Diversamente da quanto avveniva nella scultura contemporanea, che si avviava verso lo stile severo, lo schematismo arcaico non fu totalmente abbandonato dalla pittura vascolare, un'arte sostanzialmente decorativa, e fu in questo momento che le arti iniziarono a divergere.
Si approfondì la divisione tra pittori di grandi vasi e pittori di coppe. Il ventennio fu dominato da sei artigiani di qualità superiore, una generazione nata dall'esperienza dei Pionieri: due anonimi decoratori di vasi di grandi dimensioni, il Pittore di Kleophrades e il Pittore di Berlino, e quattro personalità che si distinsero prevalentemente nella decorazione delle coppe, Duride, Macrone, Onesimos e il Pittore di Brygos.

#### Forme
Le anfore che riproducevano la forma tipica dell'anfora panatenaica o altre piccole anfore semplicemente decorate e chiamate "nolane" sostituirono in gran parte l'anfora a profilo continuo. Le figure si stagliavano isolate sui vasi dipinti di nero, privi di pannelli e dotati di un'unica decorazione come linea di base, frequentemente un meandro. Altre forme continuarono ad essere frequenti come la pelike, lo stamnos e i crateri nelle diverse tipologie. La lekythos divenne popolare nella versione a fondo bianco. La coppa più diffusa era a profilo continuo con una decorazione adattata alla nuova tipologia. Molte coppe sono giunte sino a noi grazie alla popolarità di cui godevano sul mercato delle esportazioni verso l'Italia.

### Primo periodo classico (480-450 a.C.)

#### Ceramografia
Malgrado gli avanzamenti nella decorazione figurativa su vaso, alcune delle novità introdotte dai grandi ceramografi del periodo precedente e forse derivate dalla pittura parietale continuarono a non essere accettate per lungo tempo, così ad esempio la smorfia di dolore di Patroclo nella nota Coppa di Sosias (Berlino, Antikensammlung F2278) o la particolare forma compositiva scelta dal Pittore di Kleophrades per l'hydria con le scene dell'Ilioupersis. La pittura vascolare aveva continuato a seguire regole proprie sinché nel secondo quarto del V secolo a.C. comparvero nuovi schemi compositivi, dotati di maggiore libertà e lontani dalla compostezza del periodo arcaico. Se la rivoluzione della fine del VI secolo a.C. all'interno della ceramografia attica era stata indotta da innovazioni che coinvolgevano le singole figure e che guardavano alla scultura contemporanea, i nuovi cambiamenti introdotti dalla nuova generazione guardavano alla pittura parietale. Conseguenza di ciò fu la perdita della ricerca dell'unione tra forma e decorazione, mentre si elaboravano nuovi atteggiamenti e nuovi modi per la rappresentazione dei sentimenti.  Le composizioni imitando le pitture parietali vennero talvolta a costituirsi di grandi figure collocate su diverse linee del suolo (la composizione polignotea, seguendo Pausania), frequenti divennero i soggetti epici tematicamente connessi con le guerre persiane, come le amazzonomachie, e non a caso in questi anni venne sviluppata la nuova tecnica a fondo bianco che rese i vasi più simili alle pitture parietali.
Il Pittore di Pistosseno e il Pittore di Pentesilea sono tra i migliori decoratori di kylikes a fondo bianco, attorno a queste due grandi personalità gravitano il Pittore di Sabouroff e il Pittore di Sotades. Il Pittore dei Niobidi, dalla produzione del quale è stata distinta in un secondo momento l'opera del Pittore di Altamura, sembra essere stato il primo grande interprete della maniera polignotea.
Nel frattempo uno stile arcaistico veniva portato avanti da un piccolo gruppo di ceramografi chiamati Manieristi, generalmente di modeste qualità ma entro il quale si distingueva un artista maggiormente dotato chiamato Pittore di Pan, che dello stile fu il caposcuola benché non ne fosse il fondatore, ruolo che spetta a Misone, già attivo nel primo quarto del V secolo a.C.
Legato all'officina del Pittore di Berlino è Hermonax, figura di passaggio tra lo stile severo e il pieno classicismo, ma estranea all'accentuazione stilistica dei caratteri arcaici tipica dei manieristi. Dotato di una tendenza al monumentale è il Pittore di Villa Giulia benché legato alla maniera di Duride.

#### Forme
Non si riscontra in questi anni la creazione di forme nuove mentre si elaborano quelle del periodo precedente che tendono ad assumere una forzata eleganza. Le più diffuse sono la larga anfora a collo distinto e la piccola anfora nolana.

### Periodo classico (450-425 a.C.)
Nel terzo quarto del V secolo a.C. la pittura vascolare fu dominata da un ideale di dignità umana che rimanda alle contemporanee sculture del Partenone. Le vesti acquisirono una cadenza più naturale e l'anatomia dei corpi divenne ancora più accurata; si fece maggiore uso delle ombre benché relegate alla rappresentazione di oggetti e abiti mentre i corpi tendevano a mantenere una definizione lineare.
Ultimo dei grandi ceramografi attici, il Pittore di Achille fu la principale personalità legata al nuovo stile monumentale e colui che fissò lo stile delle popolari lekythoi funerarie a fondo bianco, con le quali la ceramica attica giunse ad una vera policromia. Il Pittore della phiale, fu allievo del Pittore di Achille e ne ereditò le figure allusive e pacate.
Tra i ceramografi del periodo ebbe grande influenza Polignoto, da non confondersi con altri due omonimi ceramografi contemporanei (conosciuti come Pittore di Lewis e Pittore di Nausicaa) e con il noto pittore di dipinti murali, che portò avanti lo stile monumentale e forse la bottega del Pittore dei Niobidi. Sul versante opposto il Pittore di Shuvalov e il Pittore di Eretria si pongono tra i primi "manieristi" della fine del secolo, già attivi nel terzo quarto; il primo proveniva dalla scuola polignotea pur prediligendo vasi e raffigurazioni di piccole dimensioni, il secondo maturò un proprio stile miniaturistico, intorno al 430 a.C., che sfruttava le decorazioni a rilievo e l'argilla dorata.
Verso il 430 a.C. le figure rosse attiche vennero prodotte nel sud Italia e in Sicilia da artigiani di formazione ateniese dai quali nacque una nuova scuola locale che ebbe come primi modelli il gruppo di Polignoto e il gruppo del Pittore di Achille. La nascita delle scuole del sud Italia derivò probabilmente dalla fondazione di Thurii nel 443 a.C., una colonia panellenica voluta da Pericle, alla quale parteciparono numerosi ateniesi.

### Periodo classico recente (425-400 a.C.)

#### Ceramografia
Al finire del secolo la scuola di Polignoto che già aveva introdotto l'attenzione alla plasticità fidiaca, era giunta alla sua seconda generazione ed aveva in questi anni esponenti influenti come il Pittore di Cleofonte e il Pittore del deinos, quest'ultimo tuttavia più incline ad effetti cromatici che plastici e vicino alla maniera callimachea più che fidiaca. Le innovazioni che le fonti letterarie attribuiscono ad Agatarco non comportarono nella pittura vascolare grandi cambiamenti, forse perché l'introduzione di un sistema prospettico rimase al tempo di Agatarco probabilmente confinato alle scene teatrali di tipo architettonico.
Il termine "manierismo" applicato all'ultimo quarto del V secolo a.C. si riferisce ad alcuni ceramografi che proseguivano nella direzione di una pittoricità sinuosa e sensuale, con una pittura libera e lirica, frequenti aggiunte accessorie di bianco e oro e una figurazione tendente alla teatralità. Tra costoro il Pittore di Midia sviluppa uno stile vicino a quello del Pittore di Eretria, la sua officina è una delle più grandi e più influenti ad Atene tra il V e il IV secolo a.C. Suoi contemporanei e attivi su vasi di grandi dimensioni sono il Pittore di Talos, il Pittore di Pronomo e il Pittore di Suessula.
Benché non si abbandonassero i temi e i soggetti eroici, la ceramografia ateniese durante questi anni di guerre estenuanti (Guerra del Peloponneso) si applicava a rappresentazioni legate ad Afrodite, ad Eros, ad un immaginario gremito di rigogliosi giardini e ninfe.

#### Forme
Nelle forme ceramiche si assiste ad un incremento delle modanature presenti presso il piede e il labbro; le anfore vengono meno utilizzate e si diffonde particolarmente la pelike, insieme alle diverse tipologie di cratere, alle oinochoai, alle coppe dotate di stelo, le lekythoi ariballiche e lekanai.

### Il IV secolo a.C.

#### Ceramografia
Ad Atene all'inizio del IV secolo a.C. proseguiva la tradizione iniziata nell'ultimo quarto del V secolo a.C. con il Pittore di Eretria e con il Pittore di Midia. Penalizzata da una minore attenzione da parte degli studiosi, la ceramica attica del IV secolo a.C. si articola prevalentemente in gruppi. Tra le personalità isolabili nella prima parte del secolo vi sono quelle del Pittore di Xenophantos, dal nome del ceramista che firma due lekythoi a Leningrado con figure a rilievo, quella del Pittore di Meleagro che lavora su diverse tipologie di vaso, e del Pittore di Jena, principalmente un pittore di coppe.
Tra le ultime manifestazioni della ceramica attica a figure rosse vi è quella impropriamente chiamata stile di Kerch, dal nome del luogo in Crimea dove furono rinvenuti alcuni esemplari significativi. Nel IV secolo a.C.  la distribuzione dei vasi attici subì una rivoluzione radicale, già iniziata a partire dalla fine del secolo precedente, e il commercio con questa zona si rafforzò notevolmente. Il Pittore di Marsia è una figura chiave all'interno del gruppo; si caratterizza da uno stile decorativo e da un disegno lineare che si avvale del rilievo e della doratura per alcuni particolari, come le ali o i gioielli, oltre che di vari colori aggiunti, secondo lo stile che ebbe origine verso il 420 a.C. e che fu di breve durata essendo utilizzato per circa quarant'anni; nel IV secolo a.C. queste espressioni si unirono all'influenza delle tecniche coroplastiche, toreutiche e della pittura "di cavalletto".
Le parole di Plinio il Vecchio sembrano suggerire che le ombre sui corpi femminili siano state introdotte nell'uso pittorico alla metà del secolo da Nicia, d'altra parte, l'assenza nei vasi attici della decorazione floreale introdotta da Pausia, così presente invece nelle figure rosse del sud Italia, suggerisce una maggiore attenzione dei ceramografi attici alla tradizione pittorica locale legata alla ricerca dell'illusionismo.
Le figure mitiche più rappresentate erano Dioniso, Afrodite, Eros; si diffondeva la moda dei costumi e dei temi orientali. La ceramografia attica aveva abbandonato i temi civici e le scene più frequentemente rappresentate erano quelle domestiche, tratte dal mito o dalla vita quotidiana, in cui il ruolo principale era assegnato alla donna. Il cambiamento si spiega probabilmente con il mutamento di mercato: il commercio verso le colonie greche occidentali e verso l'Etruria si avviava al declino, ma le ceramiche a figure rosse continuavano a far parte dello scenario domestico. La scarsa presenza di ceramica a figure rosse ateniese nella città greca di Alessandria, fondata verso il 331 a.C., indica che la produzione era già giunta al termine, e tra le ragioni di questa fine doveva aver avuto peso la nuova committenza di corte, la maggiore ricchezza che aveva spostato il mercato verso i prodotti metallici, mentre i vasi in argilla divenivano più semplici e meno decorati.

#### Forme
Il numero delle tipologie formali diminuisce; alcune funzioni vennero assunte dai vasi metallici la cui decorazione divenne modello per la produzione ceramica. Le principali forme grandi di questo periodo sono l'hydria, il cratere a campana e la grande pelike. Le coppe divengono più piccole e molte appartengono al tipo senza stelo. In generale, si assegnava una maggiore attenzione al dettaglio, indebolendo l'architettura dell'insieme.

## Altri centri di produzione in Grecia
Al di fuori dell'Attica alcuni piccoli centri di produzione ebbero modo di crescere durante gli anni della guerra del Peloponneso e immediatamente dopo, a causa di una difficoltà nel commercio con il centro di produzione maggiore; non riuscirono tuttavia a sviluppare scuole proprie. In Beozia l'indisturbata produzione di ceramica a figure nere fu affiancata, a partire dal secondo quarto del V secolo a.C., da una produzione a figure rosse di cui non si compresero le potenzialità stilistiche. A Corinto le figure rosse (per le quali si imitava il colore dell'argilla attica tramite coperture e ingubbiature rossastre) e le lekythoi attiche a fondo bianco furono prodotte da una decina di ceramografi nel periodo compreso tra il 425 e il 350 a.C. Altri centri di produzione minore si trovavano in Eubea e a Creta.